# Ray Smith
Ray Anthony Smith Davis (Greer, 18 febbraio 1962) è un ex cestista statunitense con cittadinanza spagnola.

## Carriera
Venne selezionato dai Seattle SuperSonics all'ottavo giro del Draft NBA 1983 (178ª scelta assoluta), ma non giocò mai nella NBA.